# Urs Lang-Kurz
Ursula „Urs“ Lang-Kurz (* 27. April 1909 in Stuttgart; † 1998 ebenda) war eine deutsche Modefotografin.

## Leben
Urs Lang-Kurz war die Tochter des Künstlers Paul Lang-Kurz, Professor an der Kunstakademie Stuttgart, und seiner Frau Minna Kurz (1877–vor 1928), Kunsthandwerkerin und Schülerin von Maximilian Dasio. Ihre Schwestern waren die Fotografin Regina Relang und die Schmuckdesignerin Anni Schaad.
Sie erhielt ihre fotografische Ausbildung ab 1929 im Atelier Binder in Berlin. Ab 1932 arbeitete sie im Studio für Modefotografie von Harry Ossip Meerson in Paris. 
Mit ihr in Paris war die ältere Schwester Regina Relang, die sich dort durch Anregung von Urs das Fotografieren beibrachte und in den folgenden Jahren und Jahrzehnten eine der erfolgreichsten Modefotografinnen Deutschlands wurde, in deren Schatten Urs Lang-Kurz immer stehen sollte.
1935 kehrte Urs Lang-Kurz nach Stuttgart zurück und eröffnete ein eigenes Atelier. 1938 legte sie die Meisterprüfung ab. In den folgenden Jahren arbeitete sie hauptsächlich für die Bekleidungsfirma Bleyle, Daimler-Benz und die Deutsche Meisterschule für Mode in München. 1941 wurde die Fotografin Ingeborg Hoppe ihre Mitarbeiterin. 1944 wurde ihr Atelier von den Nationalsozialisten beschlagnahmt. Nach dem Krieg eröffnete sie erneut ein Atelier und arbeitete als Mode-, Porträt- und Werbefotografin. 1956 zog sie sich aus der Fotografie zurück und widmete sich fortan der Malerei.
Urs Lang-Kurz hatte 1937 den Fabrikanten Karl Mescher geheiratet. Ein Sohn aus dieser Ehe ist Johannes Mescher (* 1947), Architekt und bis 2012 Baubürgermeister in Sindelfingen.